# Lars Kalderén

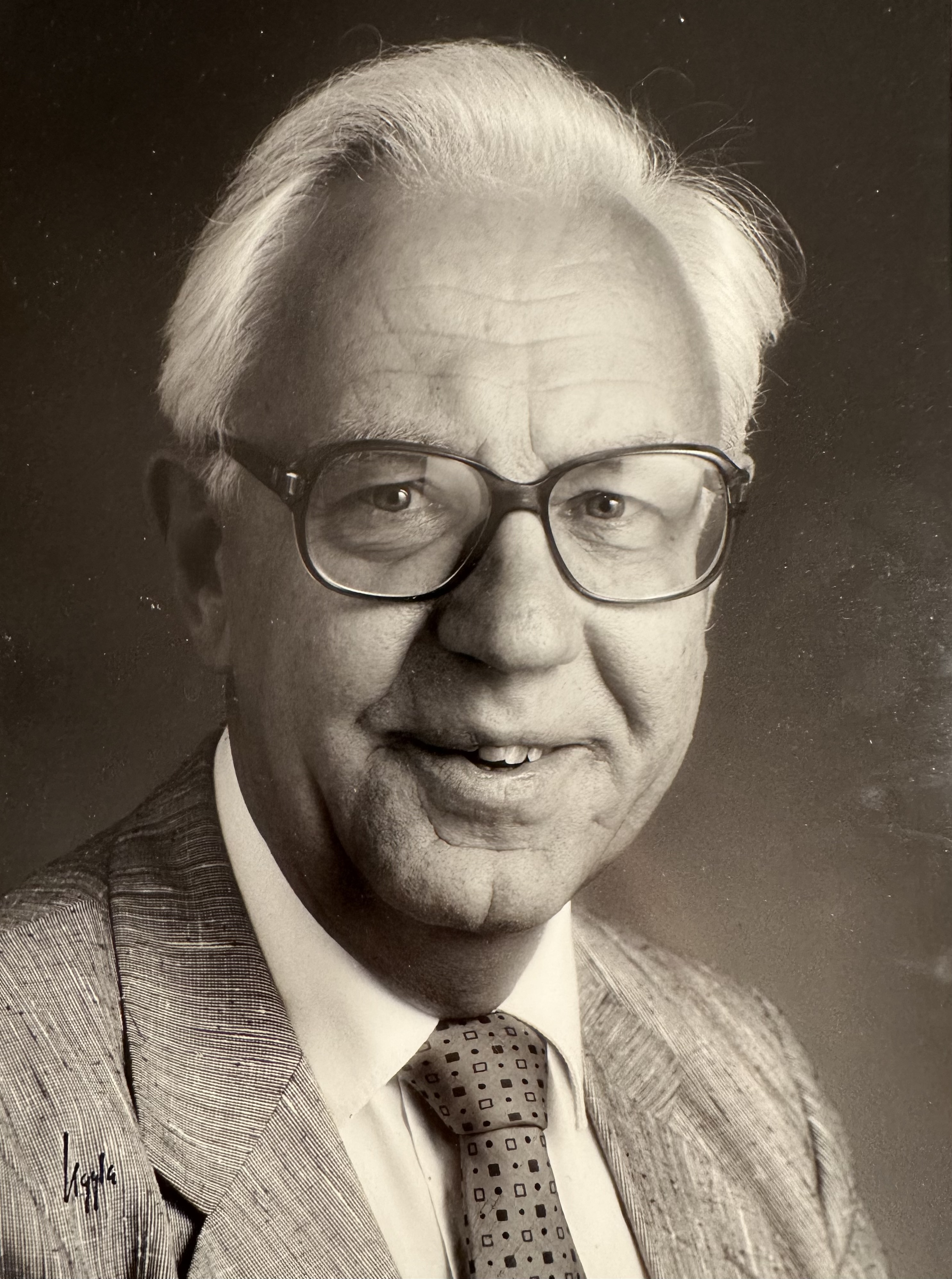
Lars Kalderén

Lars Gunnar Kalderén, född 3 januari 1928 i Stockholm, död 13 juni 2015 i Nacka kommun, var en svensk ämbetsman.
Lars Kalderén var son till Gunnar Kalderén och avlade filosofie kandidatexamen 1951. Han var ordförande i Samhällsvetenskapliga föreningen 1952 och i Stockholms högskolas studentkår 1953. Han arbetade på finansdepartementet 1952–1962 och vid Världsbanken i Washington D.C. 1962–1964. Han var avdelningschef på SIDA 1965–1970 och departementsråd på utrikesdepartementets u-landsavdelning 1970–1977.  Han var riksgäldsdirektör och chef för Riksgäldskontoret 1977–1987. Kalderén är begraven på Norra begravningsplatsen utanför Stockholm.